# (3061) Cook
(3061) Cook (1982 UB1) – planetoida z grupy pasa głównego asteroid okrążająca Słońce w ciągu 5,43 lat w średniej odległości 3,09 j.a., odkryta 21 października 1982 roku.

## Właściwości fizyczne
Średnica planetoidy wynosi około 22,6 km.